# Julien Backhaus
Julien David Backhaus (* 8. Oktober 1986) ist ein deutscher Zeitschriftenverleger und Buchautor.

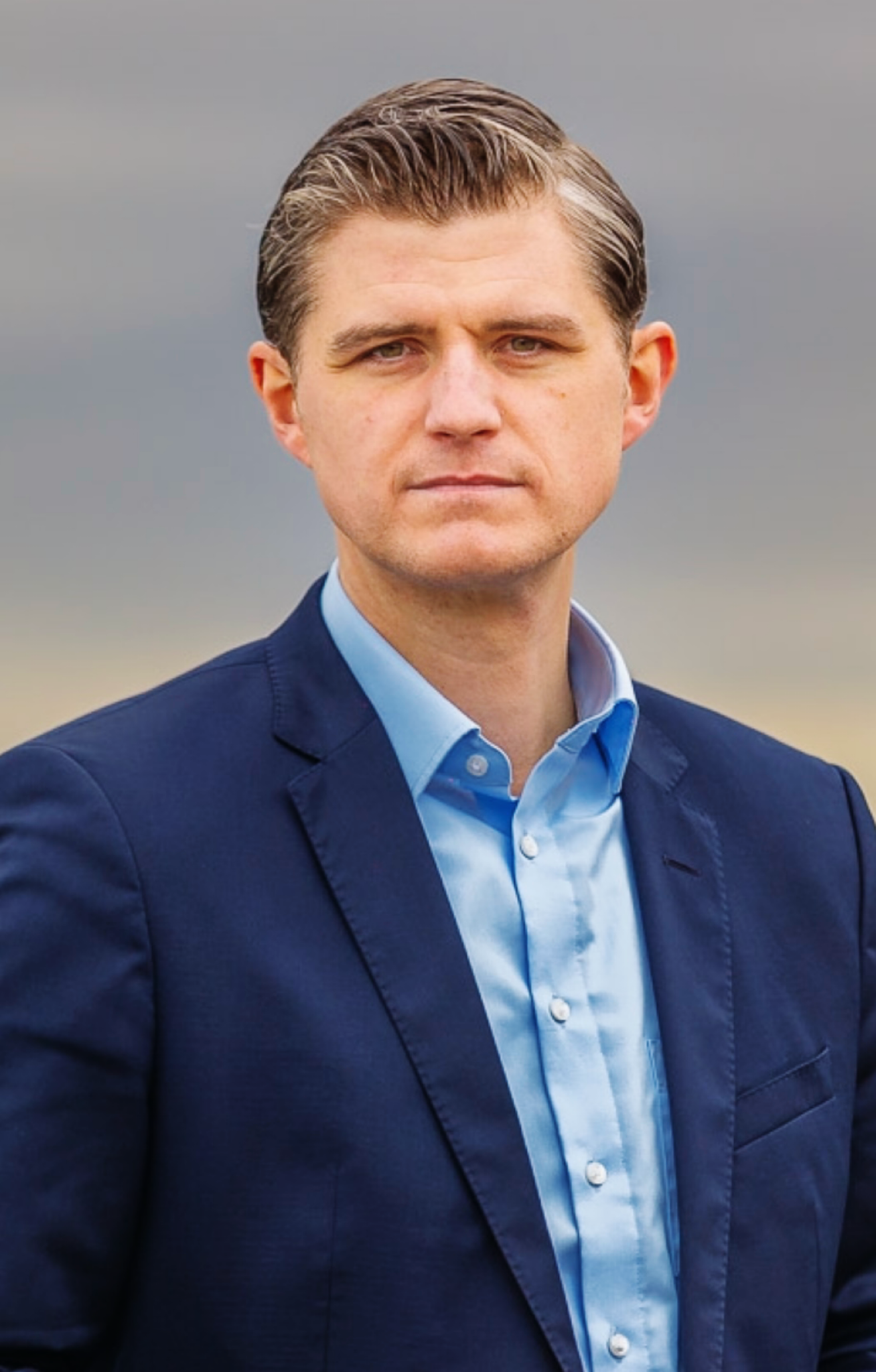
Julien Backhaus (2023)

## Leben
Julien Backhaus wuchs in Hoya, Niedersachsen auf. Nach einer kaufmännischen Ausbildung gründete er den Backhaus Verlag und brachte zunächst das Sachwert Magazin, und ab 2016 auch das Erfolg Magazin heraus. Hinzu kam der Onlinesender Wirtschaft TV. Seit 2023 produziert Backhaus die Serie Berater – Leben auf der Überholspur.
2009 erschien sein erstes Buch, das zweite stellte er 2018 zusammen mit Harald Glööckler auf der Frankfurter Buchmesse vor. Sein Buch Bullshit Rules. 50 Regeln, die Sie brechen müssen, um Erfolg zu haben stand auf der Liste der Spiegel-Bestseller.
Von 2012 bis 2019 war Backhaus Vorstandsvorsitzender des Deutschen Sachwert- und Finanzverbandes. Er lebt in Rotenburg/Wümme.
Mit einigen provokanten Aussagen schaffte er es – etwa in der ZDF-Sendung 37 Grad, dem ARD-Magazin Panorama oder der Online-Sendung ZDFheute Live – medial wahrgenommen zu werden.

## Publikationen
- Das 1-Stunden-Marketing: Wie Sie Kundenpotentiale entdecken, gewinnen, halten und sich richtig darstellen. Backhaus, Marklohe/Neulohe 2009, ISBN 978-3-00-031700-2 (60 S.).
- mit Michael Jagersbacher: Erfolg: was Sie von den Super-Erfolgreichen lernen können, FinanzBuch Verlag, München 2018, ISBN 978-3-95972-152-3
- Viel zu ehrliche Erfolgszitate. Tredition GmbH, Hamburg 2020, ISBN 978-3-347-11460-9 (80 S.).
- Ego. Gewinner sind gute Egoisten. FinanzBuch Verlag, München 2020, ISBN 978-3-95972-302-2 (231 S.).
- Bullshit Rules. 50 Regeln, die Sie brechen müssen, um Erfolg zu haben. FinanzBuch Verlag, München 2021, ISBN 978-3-95972-489-0 (128 S.).
- Wir brauchen Macher. Unternehmer retten die Welt. Deutscher Wirtschaftsbuch Verlag, Neuburg an der Kammel 2025, ISBN  978-3690660037 (160 S.).